# Rio Potaro
O rio Potaro é um curso d'água sul-americano que banha a Guiana. O rio nasce na área do Monte Ayanganna, na serra de Pacaraima, norte do Rupununi. Corre por aproximadamente 225 km, desaguando no rio Essequibo, maior rio da Guiana. Nele localizam-se as maiores quedas-d'água da Guiana, as cataratas de Kaieteur.